# سابستاك
سابستاك Substack هي منصة أمريكية عبر الإنترنت توفّر البنية التحتية للنشر والدفع والتحليلات والتصميم لدعم المحتوى المعتمد على الاشتراكات، بما في ذلك النشرات الإخبارية (نشرة إعلامية)، والبودكاست، والفيديو.تُتيح المنصة للكتّاب إرسال المحتوى الرقمي مباشرة إلى المشتركين.تأسست سابستاك في عام 2017، ويقع مقرّها الرئيسي في سان فرانسيسكو.
1. ↑  معرف شركة بلومبرغ الخاصة: 1722773D:US. الوصول: 27 يوليو 2021.